# Никола Филипчев
Никола Ст. Филипчев е български революционер, деец на Вътрешната македоно-одринска революционна организация.

## Биография
Никола Филипчев е роден през 1873 година в Охрид, тогава в Османската империя. Завършва в 1892 година със седмия випуск Солунската българска мъжка гимназия, след което преподава в Охрид и Солун. През 1894 година заедно с Лев Огненов е сред основателите на ВМОРО в Охрид и е избран за член на нейния околийски комитет там. В 1903 година завършва право в Женевския университет.
Занимава се с лихварство като баща си. Страда от туберкулоза, от която се лекува в Швейцария.
Умира на 11 август 1910 година в Охрид.